# Stacy Widelitz
Stacy Widelitz (* 1956) ist ein US-amerikanischer Komponist.

## Biografie
Stacy Widelitz machte 1973 seinen Schulabschluss an der Plainview-Old Bethpage John F. Kennedy High School und studierte von 1973 bis 1975 am Manhattanville College. Widelitz’ erster großer Erfolg war der Song She’s Like the Wind, den er gemeinsam mit dem Schauspieler Patrick Swayze schrieb. Der Song selbst wurde als dritte Singleauskopplung aus dem Soundtrack veröffentlicht und schaffte es bis auf Platz drei der Billboard Mainstream Top 40. Nach dem großen Erfolg etablierte sich Widelitz als Filmkomponist für Fernsehfilme. So komponierte er unter anderem die Musik für Todesdiät – Der Preis der Schönheit, Die unschuldige Mörderin und Tod in einer Sommernacht.

## Filmografie (Auswahl)
- 1987: Gestrandet (Stranded)
- 1987: Return to Horror High
- 1989: Hochhaus des Schreckens (Dark Tower)
- 1989: Phantom Nightmare – Phantom des Todes (Phantom of the Mall: Eric’s Revenge)
- 1990: Megaville
- 1990: Rollerboys
- 1990–1992: Beverly Hills, 90210 (Fernsehserie, acht Folgen)
- 1995: Vom Lehrer bedrängt – Mißbrauch an der Schule (Deceived by Trust: A Moment of Truth Movie)
- 1996: Entführung nach Schulschluß (Abduction of Innocence)
- 1996: Schwanger! Es geschah unter Narkose (She Woke Up Pregnant)
- 1996: Terror an der Schule (Stand Against Fear)
- 1996: Todesdiät – Der Preis der Schönheit (When Friendship Kills)
- 1996: Wer hat meine Tochter ermordet? (Justice for Annie: A Moment of Truth Movie)
- 1997: Mein Chef: Das Schwein! (Badge of Betrayal)
- 1997: Ich bin schuld an deinem Tod (The Accident: A Moment of Truth Movie)
- 1997: Mutti, hol’ mich aus dem Bordell (Moment of Truth: Into the Arms of Danger)
- 1997: Schicksalsschläge (A Child’s Wish)
- 1998: Die unschuldige Mörderin (I Know What You Did)
- 1998: Jung, blond und gefährlich (Nobody Lives Forever)
- 1998: Opfer ihrer Träume (Race Against Fear)
- 1998: Pocahontas 2 – Die Reise in eine neue Welt (Pocahontas II: Journey to a New World)
- 1998: Sucht nach Liebe (Someone to Love Me)
- 1998: Tod in einer Sommernacht (One Hot Summer Night)
- 2000: Quarantäne (Quarantine)
- 2003: One Last Dance